# Krigsåret 1878

## Pågående krig
- Andra afghankriget (1878–1880)[1]
  - Brittiska imperiet på ena sidan.
  - Afghanistan på andra sidan.

- Rysk-turkiska kriget (1877–1878)[2]
  - Ryssland, Serbien, Rumänien, Montenegro, Bulgarien på ena sidan.
  - Osmanska riket på andra sidan.

## Händelser

### Januari
- 17 Ryssland besegrar Osmanska riket i slaget vid Plovdiv.

### Mars
- 3 - Ryssland och det Osmanska riket sluter freden i San Stefano.

### November
- 21 - Det andra afghankriget startar då britterna attackerar Ali Masjid i Khyberpasset.
- 29 - Brittiska trupper segrar i slaget vid Pewar kotal och lyckas därmed öppna en väg in i Afghanistan.

### December
- 15–23. I belägringen av Sherpur, besegras en afghansk armé efter att under åtta dagar belägrat 7.000 man ur den brittiska armén i Kabul.

### Fotnoter
1. ↑  ”Chronological List of All Wars”. Arkiverad från originalet den 9 oktober 2014. https://web.archive.org/web/20141009082543/http://www.correlatesofwar.org/COW2%20Data/WarData_NEW/WarList_NEW.pdf. Läst 29 juni 2011.
2. ↑  ”World Statesmen”. http://www.worldstatesmen.org/WARS.html. Läst 28 juni 2011.